# دبلیودبلیوئی آخرین فصل شیلد
آخرین فصل شیلد (به انگلیسی: The Shield's Final Chapter) یک رویداد شبکه دبلیودبلیوئی است که توسط کمپانی دبلیودبلیوئی تهیه می‌شود و در ۲۱ آوریل ۲۰۱۹ در مجموعه ورزشی تکس‌اسلیر سنتر شهر مُلین ایالت ایلینوی برگزار شد. این آخرین حضور شیلد (دین امبروز، سث رالینز و رومن رینز) به‌عنوان یگ گروه و آخرین مسابقه امبروز در دبلبیودبلیوئی بود چرا که او قرارداد خود را تمدید نکرد.

## زمینه‌سازی
آخرین فصل شیلد شامل مسابقاتی بین دشمنی‌های موجود، ماجراهای پیش آمده و استوری‌هایی خواهد بود که پیش از این در برنامه‌های مختلف دبلیودبلیوئی پخش شده بود. کشتی‌گیرها با توجه به مسابقات یا سری اتفاقاتی که برایشان رخ می‌دهد و تنش را به حد اکثر می‌رساند، نقش منفی یا قهرمان به خود می‌گیرند.

## نتایج
| # | نتایج | نوع مسابقه                                                | مدت زمان |
| --- | --- | --------------------------------------------------------- | -------- |
| ۱D | زک رایدر و کرت هاوکینز (c) پیروز مقابل د ریوایوال (اسکات داوسون و دش وایلدر) و آلیستر بلک و ریکوشِی                       | مسابقه تگ تیم تریپل ترت برای قهرمانی کمربندهای تگ تیم راو | نامشخص   |
| ۲D | تونی نیس (c) پیروز مقابل بادی مرفی                                                                                       | مسابقه تک نفره برای قهرمانی کمربند میان‌وزن دبلیودبلیوئی   | نامشخص   |
| ۳D | لوچا هاوس پارتی (گرن متالیک، کالیستو و لینس دورادو) مقابل جیندر ماهال و برادران سینگ (سونیل سینگ و سمیر سینگ) بدون برنده | مسابقه تگ تیم شش نفره                                     | نامشخص   |
| ۴D | الکسا بلیس و لیسی اِوِنس پیروز مقابل دینا بروک و نیکی کراس                                                                 | مسابقه تگ تیم                                             | نامشخص   |
| ۵ | فین بَلِر (c) پیروز مقابل الایس                                                                                            | مسابقه تک نفره برای قهرمانی کمربند بین قاره‌ای             | 6:35     |
| ۶ | بِیلی و امبر مون پیروز مقابل د رایت اسکواد (روبی رایت و سارا لوگان) (با همراهی لیو مورگان)                                | مسابقه تگ تیم                                             | 7:15     |
| ۷ | شیلد (دین امبروز، سث رالینز و رومن رینز) پیروز مقابل بارون کوربین، درو مک‌اینتایر و بابی لشلی                             | مسابقه تگ تیم شش نفره                                     | 14:25    |
| - (c) – نشان‌دهنده قهرمان(هایی) است که به میدان می‌روند - D – نشان‌دهنده این است که مسابقه یک دارک‌مچ بوده است. | |                                                           |          |